# I-Roy
Roy Samuel Reid (St. Thomas, Jamaica, 28 juni 1944 - 27 november 1999), beter bekend als I-Roy, was een Jamaicaanse reggaezanger, die vooral in de jaren 1970 succesvol was. 

## Biografie
I-Roy was een toaster, een zangstijl die als de Jamaicaanse voorloper van de rap kan worden beschouwd. Hij ontleende zijn naam aan de bekende zanger U-Roy, wiens stijl hij ook ten dele overnam. Aan het begin van de jaren zeventig werkte I-Roy samen met producers als Gussie Clarke, Geln Brown, Lee Perry en Bunny Lee en vestigde zo zijn naam als vooraanstaand reggaeartiest. Zijn debuutalbum Presenting I Roy ontving goede kritieken en wordt beschouwd als een klassieker binnen het genre. Gedurende een aantal jaren vocht hij een vocaal duel uit met zijn collega Prince Jazzbo, waarbij ze in diverse singles beledigingen uitwisselden. In werkelijkheid waren ze echter goede vrienden.  
In 1976 tekende hij een contract bij Virgin Records en bracht daar vijf albums uit. In deze jaren richtte hij ook zijn begeleidingsband The Revolutionaries op. In de jaren 80 werd de nieuwe Dancehall stijl populairder, waardoor de rootsreggae artiesten uit de jaren zeventig en begin jaren 80 wat op de achtergrond raakten. Ook I-Roy leed hieronder, maar bracht nog wel enkele platen uit, ook al waren deze van een minder niveau dan hij eerder had geproduceerd. 
I-Roy overleed in 1999 aan de gevolgen van een hartaanval.

## Discografie

### Studioalbums
- Presenting I Roy (1973, Gussie/Trojan)
- Hell and Sorrow (1974, Trojan)
- Many Moods of I Roy (1974, Trojan)
- Truths & Rights (1975, Grounation)
- Step Forward Youth (1975, Live & Love) met Prince Jazzbo
- Can't Conquer Rasta (1976, Justice)
- Crisus Time (1976, Caroline/Virgin)
- Dread Baldhead (1976, Klik)
- Ten Commandments (1977, Micron)
- Heart of a Lion (1977, Front Line)
- Musical Shark Attack (1977, Front Line)
- The Godfather (1977, Third World)
- The General (1977, Front Line)
- World on Fire (1978, Front Line)
- Cancer (1979, Virgin)
- African Herbsman (1979, Joe Gibbs)
- Hotter Yatta (1980, Harry J)
- Whap'n Bap'n (1980, Virgin, geproduceerd door Dennis Bovell)
- I Roy's Doctor Fish (1981, Imperial)
- Outer Limits (1983, Hawkeye)
- We Chat You Rock (1987, Trojan) met Jah Woosh
- The Lyrics Man (1990, Witty's)
- Head To Head Clash (1990, Ujama) met Prince Jazzbo

### Compilaties
- The Best Of (1977, GG's)
- Don't Check Me With No Lightweight Stuff (1997, Blood and Fire)
- Touting I Self (2001, Heartbeat Records)
- GTA san A. K-Jah west